# Aquileo Echeverría
Aquileo J. Echeverría (n. 22 mai 1866 - d. 11 martie 1909) a fost un scriitor, om politic și jurnalist costarican.

## Opera
- 1903: Balade ("Romances")
- 1905: Scoicării ("Conceríos")